# Bánóczy Ferenc
Bánóczy Ferenc (Sátoraljaújhely, 1829. augusztus 19. – Ungvár, 1886. december 31.) megyei főjegyző, újságíró, lapszerkesztő.

## Élete
Iskoláit szülővárosában és Kassán végezte; 1848–1849-ben honvéd volt. 1856–1860 között Ungvárott a törvényszéknél szolgált, majd 1860-ban alkotmányos tisztviselő lett. 1867-ben Ung megye első aljegyzőjévé választotta. 1871-ben lett főjegyző, amely tisztségét Ungvárott haláláig betöltötte.

## Munkái
A Pesti Naplónak és majd valamennyi fővárosi lapnak rendes levelezője volt.
1863. május 2-án Felvidék című vegyes tartalmú hetilapot indított meg Ungvárott és 1865. január 1-jétől 1866. július 12-éig Kassán szerkesztette. 1867. október 16-án Ung című hetilapot alapított Ungvárott és azt politikai és vegyes tartalommal 1876. június 22-éig szerkesztette.